# 井上長一
井上 長一（いのうえ ちょういち、1887年2月1日 - 1972年5月30日）は、日本の航空実業家。徳島県出身。

## 略歴
徳島県板野郡西条村（現阿波市吉野町西条）出身。タクシー会社経営の傍ら、1922年6月4日に大阪府堺市大浜海岸に日本航空輸送研究所を設立し、11月15日より日本最初の民間航空路線となる不定期の水上機による航空輸送路線を開設した。その後、大浜に堺水上飛行学校を設立した。日本航空輸送研究所は、国策による大日本航空株式会社の設立とともに、1939年10月31日に業務を停止した。堺水上飛行学校は1942年まで、操縦士、整備士を養成した。1952年に現在の全日本空輸の前身の一つである極東航空の設立に参加した。洋画家の高井貞二は甥。